# Parafia Matki Bożej Różańcowej w Kępicach
Parafia pw. Matki Bożej Różańcowej w Kępicach - parafia należąca do dekanatu Polanów, diecezji koszalińsko-kołobrzeskiej, metropolii szczecińsko-kamieńskiej. Została utworzona w 1971 roku. Siedziba parafii mieści się przy ulicy Mickiewicza.

## Miejsca święte

### Kościół parafialny
Kościół pw. Matki Bożej Różańcowej w Kępicach
Kościół parafialny został zbudowany w latach 1975–1976, poświęcony 1976. 

### Kościoły filialne i kaplice
- Kościół pw. Najświętszego Serca Pana Jezusa w Osowie
- Kościół pw. św. Huberta w Warcinie